# Alekej Zubrickij
Alekej Vital'evič Zubrickij (in russo: Алексей Витальевич Зубрицкий; Oblast' di Zaporižžja, 22 agosto 1992) è un cosmonauta russo.
Nel 2018 è stato selezionato come cosmonauta del Gruppo 17 di Roscosmos. È partito per la sua prima missione spaziale l'8 aprile 2025 per prendere parte alla missione di lunga durata Sojuz MS-27 (Expedition 73) sulla Stazione spaziale internazionale.

## Biografia

### Carriera militare
Dopo essersi diplomato presso il Collegium "Elint" di Zaporižžja, in Ucraina nel 2009, ha conseguito una laurea in Gestione militare (Forze Aeree), gestione delle unità di aviazione presso l'Università delle forze aeree "Ivan Kožedub" di Charkiv nel settembre 2013.
La sua carriera militare è iniziata nel settembre 2013 come pilota nell'aeronautica militare ucraina, presso Sebastopoli, in Crimea. A seguito dell'annessione della Crimea alla Russia nel marzo 2014 e in conformità con la legge costituzionale federale russa del 21 marzo 2014 e il decreto presidenziale russo del 20 marzo 2014, è stato integrato nelle Forze armate della Federazione Russa, mantenendo il ruolo di pilota militare. Dal dicembre 2014 ha continuato il suo servizio come pilota operativo nell'aviazione russa in diverse località tra cui Millerovo, nell'Oblast' di Rostov, e Primorsko-Achtarsk, nel territorio di Krasnodar. Durante il servizio ha accumulato oltre 500 ore di volo sugli aeromobili L-39 e Su-25, ottenendo il grado militare di tenente anziano e la qualifica di pilota militare di terza classe.

### Carriera di cosmonauta
Nell'agosto 2018 è stato selezionato come candidato cosmonauta del Gruppo cosmonauti Roscosmos 17, iniziando l'addestramento generale dello spazio il 1º novembre 2018. Completato l'addestramento, il 24 novembre 2020 ha sostenuto l'esame finale e il 2 dicembre 2020 ha ottenuto la qualifica ufficiale di cosmonauta collaudatore del corpo dei cosmonauti Roscosmos.

#### Sojuz MS-27 (Expedition 73)
Il 21 agosto 2024 Roscosmos lo ha assegnato ufficialmente alla missione di lunga durata Sojuz MS-27 (Expedition 73) sulla Stazione spaziale internazionale, con il lancio è avvenuto l'8 aprile 2025.